# Лингнау, Коринна
Коринна Маргарета Лингнау (в замужестве — Бремер) (нем. Corinna Margarete Lingnau (Bremer), род. 18 января 1960, Леверкузен, Северный Рейн-Вестфалия) — немецкая хоккеистка (хоккей на траве), полевой игрок. Серебряный призёр летних Олимпийских игр 1984 года, чемпионка мира 1981 года, серебряный призёр чемпионата мира 1978 года, бронзовый призёр чемпионата Европы 1984 года.

## Биография
Коринна Лингнау родилась 18 января 1960 года в западногерманском городе Леверкузен.
Играла за «Байер» из Леверкузена, в составе которого три раза становилась чемпионкой ФРГ по хоккею на траве (1982, 1984—1985) и четыре раза — по индорхоккею (1981—1982, 1984, 1987).
Дважды выигрывала медали чемпионата мира — золото в 1981 году в Буэнос-Айресе и серебро в 1978 году в Мадриде.
В 1981 году завоевала золотую медаль чемпионата Европы по индорхоккею в Западном Берлине.
В 1984 году завоевала бронзовую медаль чемпионата Европы в Лилле.
В том же году вошла в состав женской сборной ФРГ по хоккею на траве на летних Олимпийских играх в Лос-Анджелесе и завоевала серебряную медаль. Играла в поле, провела 5 матчей, забила 2 мяча (по одному в ворота сборных Австралии и Канады).
В 1978—1984 годах провела за сборную ФРГ 103 матча (92 на открытых полях, 11 в помещении).
Работала учителем физкультуры и тренером хоккейной команды «Рот-Вайс» из Бергиш-Гладбаха.